# Ignacio Ortiz de Zevallos
Ignacio Nicolás Ortiz de Zevallos y Erazo fue un diplomático y político peruano. 
Fue miembro del Congreso Constituyente de 1822 por el departamento de Lima. Dicho congreso constituyente fue el que elaboró la primera constitución política del país.
Entre 1825 y 1827 fue Ministro Plenipotenciario del Perú en Bolivia, el primer representante diplomático del Perú ante el país altiplánico.